# 気狂いキツツキ
気狂いキツツキ（きちがいキツツキ、英: Woody Woodpecker）は、『ウッディー・ウッドペッカー』シリーズの最初の短編アニメーション映画である。1941年7月7日に劇場公開されたこの映画は、ウォルター・ランツ・プロダクションが製作し、ユニバーサル・ピクチャーズが配給した。
ウッディー・ウッドペッカーが登場するのは本作が2回目で、アンディ・パンダの短編アニメーション『キツツキとパンダ一家』でデビューした。
本作のワーキングタイトルは『Cracked Nut』である。

## ストーリー
イカれたキツツキウッディーは、大声で歌いながら木の穴をつついている。さらにイカれた行動で森の住民たちとトラブルになる。
木から落ちたウッディーは、リスや鳥たちが自分のことを噂しているのを耳にする。自分のクレイジーさを宣言する歌を歌ったばかりだというのに、彼らのささやかな告発を否定した。しかし、リスと鳥に騙されて銅像に頭をぶつけてしまうと、頭の中で謎の声を聞き、動物たちが正しいのかもしれないと考えだして病院に行く。しかし、彼を診察したホレス・N・バギー博士というキツネの医者も、少し頭がおかしかったため、事態はさらに悪化する。病院の中で暴れまわり、車椅子に医者を乗せて机に突っ込む。ウッディーは映画館の観客席に投げ出されてしまう。スクリーン上で医者がおかしくなって笑うのを見て、横にいる人たちにしつこく話しかける。ウッディーは客にシートを上げられてしまったことで動けなくなり、そこから助けを求める声を上げるのであった。